# Randia altiscandens
Randia altiscandens là một loài thực vật có hoa trong họ Thiến thảo. Loài này được (Ducke) C.M.Taylor miêu tả khoa học đầu tiên năm 1993.